# 家内労働法
家内労働法（かないろうどうほう、昭和45年法律第60号）は、家内労働者（いわゆる内職者）の保護に関する日本の法律である。
1970年（昭和45年）の第63回国会において衆参両院の賛成多数により同年5月8日に成立し、5月16日に公布され、審議機関に関する規定および法の施行体制の整備に関する規定は6月1日から、その他の規定は10月1日より施行された。

## 背景
同法制定の背景として、1958年（昭和33年）から1959年（昭和34年）ごろに大阪及び東京で、ベンゼンを溶剤とするゴムのりを使用してヘップサンダルの接着作業をしていた家内労働者らに、多数の骨髄障害（ベンゼン中毒）が発生したことにある。このため労働省は、昭和34年より、臨時家内労働調査会および引き続き家内労働審議会に対して家内労働対策の検討を依頼し、10年にわたる調査審議による答申に基づき家内労働法案を作成した。
家内労働者は、委託者による「指揮監督下の労働」に従事するとまでは言えないことから、労働基準法でいう「労働者」には該当しないが、一般に家内労働者が委託者に比して弱い立場にあって、報酬（工賃）が労務の対償としての性格を有し、またそれを事業展開ではなく専ら自分や家族のための生活費に充てているという点から、労働者に準じて保護すべき存在としてこの法律で保護されている。このような家内労働者保護法規は世界的にみられる。なお、家内労働者は、補助者（家内労働者の同居の親族であって、仕事を補助する者。）を使用することは許されている。補助者は、この法律による保護を受けるが、労働基準法の適用は受けない。

## 構成
- 第1章 総則（第1条・第2条）
- 第2章 委託（第3条 - 第5条）
- 第3章 工賃及び最低工賃（第6条 - 第16条）
- 第4章 安全及び衛生（第17条・第18条）
- 第5章 家内労働に関する審議機関（第19条 - 第24条）
- 第6章 雑則（第25条 - 第32条）
- 第7章 罰則（第33条 - 第36条）
- 附則

## 目的
この法律は、工賃の最低額、安全及び衛生その他家内労働者に関する必要な事項を定めて、家内労働者の労働条件の向上を図り、もって家内労働者の生活の安定に資することを目的とする（第1条1項）。この法律で定める家内労働者の労働条件の基準は最低のものであるから、委託者及び家内労働者は、この基準を理由として労働条件を低下させてはならないことはもとより、その向上を図るように努めなければならない（第1条2項）。

## 定義
委託
次に掲げる行為をいう（第2条1項）。
1. 他人に物品を提供して、その物品を部品、附属品若しくは原材料とする物品の製造又はその物品の加工、改造、修理、浄洗、選別、包装若しくは解体（以下「加工等」という。）を委託すること。
2. 他人に物品を売り渡して、その者がその物品を部品、附属品若しくは原材料とする物品を製造した場合又はその物品の加工等をした場合にその製造又は加工等に係る物品を買い受けることを約すること。
  - 「委託」を法適用の対象としたのは、家内労働者が委託者以外のものから原材料等を購入して製造加工等に従事する自営業的なものと区別する趣旨であること。なお、運搬等物品の製造または加工等以外の委託は含まないものであること（昭和45年10月1日発基第115号）。

家内労働者
物品の製造、加工等若しくは販売又はこれらの請負を業とする者その他これらの行為に類似する行為を業とする者であって厚生労働省令で定めるものから、主として労働の対償を得るために、その業務の目的物たる物品（物品の半製品、部品、附属品又は原材料を含む。）について委託を受けて、物品の製造又は加工等に従事する者であつて、その業務について同居の親族以外の者を使用しないことを常態とするものをいう（第2条2項）。
- 「主として労働の対償を得るために」とは、家内労働者の労働者的性格を定義上、より明確にしたものであり、例えば高価な機械設備を保有する企業的なものは本法の保護の対象から除かれるものである。したがって、家内労働者の範囲は、具体的には、製造加工等に係る収入が、就業時間、技能等を考慮して、なお同種の雇用労働者の賃金と比較して相当高額になる場合には、当該製造、加工等に係る収入の主たる部分が雇用労働者の賃金（労働基準法第11条参照）に相当する部分で占められているかどうかによって判断するものとする。また、「同居の親族以外の者を使用しないことを常態とするもの」とは、同居の親族以外の者（以下「他人」という。）を使用しないことを常態とする者がたまたま臨時的に他人を使用しても家内労働者たる属性を失うものでなく、また、常時他人を使用する者が、たまたま一時期において他人を使用しない常態になっても、直ちに家内労働者となるものでないことを意味するものである（昭和45年12月28日基発第922号）。

委託者
物品の製造、加工等若しくは販売又はこれらの請負を業とする者その他前項の厚生労働省令で定める者であって、その業務の目的物たる物品（物品の半製品、部品、附属品又は原材料を含む。）について家内労働者に委託をするものをいう（第2条3項）。
- 改正前の最低賃金法（家内労働法附則第4条の規定により改正される以前の最低賃金法）においては、家内労働者に委託をする者および委託者のために行為するすべての者を「委託者」と規定していたが、本法では責任の所在を明確にするため、「委託者」を家内労働者に委託する者に限定したこと。しかしながら、委託者のために行為する者が本法に違反する行為をしたときは、委託者の従業者として罰則の適用を受けるものであること（昭和45年10月1日発基第115号）。
- 「これらの請負を業とする者」(以下「請負業者」という。)をも含むものとしているが、この場合の請負業者とは、注文者に対し作業の完成について財産上及び法律上のすべての責任を負い、これを自己の名において他人に委託することを業とする者をいうものとする。なお、いわゆる請負的仲介人は、おおむねこれにあたるものである。また、「業務の目的物たる物品」とは、当該物品が製造・販売業者又は請負業者の製造、加工、販売の対象物若しくはその一部であるか、又は治具、いこみ成形の型等当該物品が、製造・販売業者若しくは請負業者の事業遂行に関連のある物品に限られるものであり、たとえば物品製造会社がその雇用する労働者の福利厚生のために行なう運動会に使用する物品をたまたま委託する場合等、当該物品が事業遂行に関連がない場合には、業務の目的物たる物品とはならないものとする（昭和45年12月28日基発第922号）。

補助者
家内労働者の同居の親族であって、当該家内労働者の従事する業務を補助する者をいう（第2条4項）。
- 就業時間、安全衛生および申告について、「補助者」を直接本法の適用の対象としたものであること（昭和45年10月1日発基第115号）。

工賃
次に掲げるものをいう（第2条5項）。
- 第1項1号に掲げる行為に係る委託をする場合において物品の製造又は加工等の対償として委託者が家内労働者に支払うもの
- 第1項2号に掲げる行為に係る委託をする場合において同号の物品の買受けについて委託者が家内労働者に支払うものの価額と同号の物品の売渡しについて家内労働者が委託者に支払うものの価額との差額

労働者
労働基準法第9条に規定する労働者（同居の親族のみを使用する事業又は事務所に使用される者及び家事使用人を除く。）をいう（第2条6項）。

## 家内労働手帳
委託者は、委託をするにあたっては、家内労働者に対し、委託に係る物品を提供するときまでに家内労働手帳を交付しなければならない（第3条1項、施行規則第1条1項）。家内労働者は、委託者が家内労働手帳に記入した事項を確認しなければならない（施行規則第1条6項）。家内労働者は、委託者が家内労働手帳に最後の記入をした日から2年間当該家内労働手帳を保存しなければならない（施行規則第1条7項）。
- 家内労働手帳は、家内労働者の権利を保護し、不明確な委託関係から生じる当事者間の争いを防止するため、委託条件を文書で明確にさせようとするものであること。また家内労働手帳は委託者が家内労働者に交付し、および記入しなければならないものであること。なお、家内労働手帳の交付は、最初に物品を提供するときまでに行なわなければならないものであること。他方、家内労働者においても、記入された事項に誤りがないか確認するとともに家内労働手帳を委託者が最後の記入をした日から2年間保存しなければならないものとしたこと（昭和45年10月1日発基第115号）。
- 家内労働手帳は、原則として様式第一号により作成するものとするが、必要な事項が記載されており、家内労働手帳制度の趣旨にかなうものである限りは、伝票形式など別の様式によってもさしつかえないものであること（様式の任意性、施行規則第1条8項、施行規則第30条、昭和45年10月1日発基第115号）。厚生労働省でもモデル様式として伝票形式の家内労働手帳の普及を図っている[5]。
- 資本金または出資額が1000万円をこえる法人たる事業者から製造委託または修理委託を受ける家内労働者は、親事業者との取引関係において下請事業者の利益を保護することを目的とする下請代金支払遅延等防止法でいう下請事業者に該当するので、本法による家内労働手帳の交付義務と下請法による親事業者の書面の交付義務が競合して委託者の負担が過重となることをさけるため、下請法の書面に記載すべき事項は、すべて家内労働手帳の記入事項とし、家内労働手帳が交付された場合には下請法の書面の交付もあったものと取り扱うことができるようにしたものであること（昭和45年10月1日発基第115号）。

委託者は、以下の事項を家内労働手帳に記入しなければならない（第3条2項、施行規則第1条2項）。
- 委託をするつど、その年月日、納入させる物品の数量及び納品の時期
- 製造又は加工等に係る物品を受領するつどその年月日
- 工賃を支払うつどその年月日

委託者は、委託をするにあたっては、家内労働手帳に次の事項を記入しなければならない（施行規則第1条3項）。委託者は、これらの事項に変更があった場合には、そのつど、変更があった事項を家内労働手帳に記入しなければならない（施行規則第1条4項）。
- 家内労働者の氏名、性別及び生年月日並びに当該家内労働者に補助者がある場合にはその氏名、性別及び生年月日
- 委託者の氏名、営業所の名称及び所在地並びに委託者が当該家内労働者に係る委託について代理人を置く場合にはその氏名及び住所
- 工賃の支払場所、毎月一定期日を工賃締切日として定める場合にはその定め及び通貨以外のもので工賃を支払う場合にはその方法
- 物品の受渡し場所
- 不良品の取扱いに関する定めをする場合にはその定め

## 就業時間
委託者又は家内労働者は、当該家内労働者が業務に従事する場所の周辺地域において同一又は類似の業務に従事する労働者の通常の労働時間をこえて当該家内労働者及び補助者が業務に従事することとなるような委託をし、又は委託を受けることがないように努めなければならない（第4条1項）。都道府県労働局長は、必要があると認めるときは、地方労働審議会の意見を聴いて、一定の地域内において一定の業務に従事する家内労働者及びこれに委託をする委託者に対して、厚生労働省令で定めるところにより、当該家内労働者及び補助者が業務に従事する時間の適正化を図るために必要な措置をとることを勧告することができる（第4条2項）。この勧告は、都道府県労働局長が当該都道府県労働局の掲示場に掲示することにより行うものとする（施行規則第2条）。
- 第4条1項は、家内労働者が就業する場所の周辺地域、具体的には、家内労働産地などにおいて、同種の雇用労働者の通常の労働時間と比較して家内労働者および補助者に長時間にわたる労働を余儀なくさせるような委託をし、または委託をうけることがないように委託者または家内労働者が努めなければならないものとしたものであること。この場合、労働者の通常の労働時間とは、労働者の所定労働時間を意味するものではなく、時間外労働及び休日労働を含む通常の労働時間をいうものであること。第4条2項は、具体的には、1項の場合のように家内労働者と雇用労働者とが同様の業務を行なっているような特定の産地において、家内労働者または補助者が雇用労働者の通常の労働時間をこえて業務に従事している場合には、当該産地の家内労働者およびこれに委託する委託者に対して、一せい始業、一せい終業その他就業時間の適生化を図るために必要な措置をとることを勧告することができるものとしたものであること。なお、この場合、勧告は個別的ではなく、当該特定産地における関係委託者および家内労働者全般に対して行なうものであること（昭和45年10月1日発基第115号）。

## 委託条件、工賃等
6月をこえて継続的に同一の家内労働者に委託をしている委託者は、当該家内労働者に引き続いて継続的に委託をすることを打ち切ろうとするときは、遅滞なく、その旨を当該家内労働者に予告するように努めなければならない（委託の打切りの予告、第5条）。
- 家内労働者が長い期間にわたつて、同一の委託者から委託を受けているような場合には、これが突然打ち切られると、その家内労働者は予定された生活設計の変更を余儀なくされることになるので、そのような場合には、委託者はその旨を遅滞なく家内労働者に予告するように努めなければならないものとしたものであること。なお、本条は、家内労働が雇用労働と異なり一般に委託量の変動が激しいという事情を考慮して、努力規定にとどめたものであること（昭和45年10月1日発基第115号）。

工賃は、家内労働者に、通貨でその全額を支払わなければならないが（第6条1項）、委託者が家内労働者の同意を得た場合には、次の方法によることができる（施行規則第3条）。
- 郵政民営化法第94条に規定する郵便貯金銀行がその行う為替取引に関し負担する債務に係る権利を表章する証書の交付
- 銀行その他の金融機関に対する預金又は貯金への振込み。

工賃は、厚生労働省令で定める場合を除き、委託者が家内労働者の製造又は加工等に係る物品についての検査（以下「検査」という。）をするかどうかを問わず、委託者が家内労働者から当該物品を受領した日から起算して1月以内に支払わなければならない。ただし、毎月一定期日を工賃締切日として定める場合は、この限りでない。この場合においては、委託者が検査をするかどうかを問わず、当該工賃締切日までに受領した当該物品に係る工賃を、その日から1月以内に支払わなければならない（第6条2項）。
- 家内労働者は、その工賃により生活を維持し、または生計を補助するため労働しているものであるから、工賃は原則として、通貨でその全額を、委託者が家内労働者から物品を受領した日から一月以内に、または毎月の工賃締切日から一月以内に支払わなければならないこととしたものであること。ただし委託者の営業所と家内労働者の作業場とが遠く離れている場合などには家内労働者にとっても便利な場合があることを考慮し、家内労働者の同意を得た場合には、郵便為替の交付、銀行等に対する預貯金への振込または郵便振替口座への払込みもしくは振替によることができるものとしたものであること（昭和45年10月1日発基第115号）。
- 第6条1項は、工賃の通貨による全額払いを規定したもので、工賃からの控除を禁止する趣旨であり、原材料等の代金その他委託者が家内労働者に対して持つ債権と工賃との相殺は認めないものであること。検査をするかどうかを問わず1月以内に工賃を支払わなければならないこととしたのは、検査が完了していないことを理由として、工賃支払いを延引することを防止する趣旨であり、1月という期間の経過後に検査をして不良品が発見された場合にも工賃の支払義務を免れるものではないこと。ただし1月以内に検査をして不良品が発見された場合には、それに対応する工賃を支払わなくても本条の適用はないものであること。工賃の支払期日は、法律上あらかじめ特定すべきことを明確には規定していないが、本法の目的からみて、製品の受領後一定期日払いまたは毎月一定期日払いの定めをすることが望ましいものであること（昭和45年10月1日発基第115号）。
- 規則第3条は家内労働の性格上、委託者と家内労働者とが遠く離れている場合が少なくないことが予想されるので、この事情を考慮して規定したものであるから、委託者の便宜のみから一方的に家内労働者にその同意がおしつけられる等のことがないよう委託者を指導するものとする。なお委託者が家内労働者の同意を得て規則第3条各号に掲げる方法により工賃の支払いを行なう場合、当該支払い方法によるための所要の経費は、委託者において負担しなければならないものとする（昭和45年12月28日基発第922号）。
- 第6条2項の「厚生労働省令」は、複雑かつ変化に富む家内労働の実情にかんがみ、本規定の適用が困難な場合が生ずることを考慮した規定であり、当面「厚生労働省令で定める場合」は予定されていないこと（昭和45年10月1日発基第115号）。

委託者は、家内労働者から申出のあった場合その他特別の事情がある場合を除き、工賃の支払及び物品の受渡しを家内労働者が業務に従事する場所において行なうように努めなければならない（第7条）。
- 家内労働は雇用労働の場合と異なり、委託者の営業所と家内労働者の作業場とが遠く離れている場合があり、工賃の支払および物品の受渡しが委託者の営業所で行なわれると、家内労働者に経済的および時間的負担がかかるおそれがあるので、原則としてこれらを家内労働者の作業場所で行なうよう努めなければならないこととしたものであること（昭和45年10月1日発基第115号）。
- 本法は、工賃の非常時払いについて規定していないが、家内労働者又は補助者が出産、疾病、災害等非常の場合の費用にあてるため既往の労働に対する工賃の支払いを請求する場合には、労働基準法第25条の趣旨に準じて、委託者が当該工賃を支払うよう指導するものとする（昭和45年12月28日基発第922号）。

## 最低工賃
厚生労働大臣又は都道府県労働局長は、一定の地域内において一定の業務に従事する工賃の低廉な家内労働者の労働条件の改善を図るため必要があると認めるときは、労働政策審議会又は地方労働審議会の調査審議を求め、その意見を聴いて、当該業務に従事する家内労働者及びこれに委託をする委託者に適用される最低工賃を決定することができる。厚生労働大臣又は都道府県労働局長は、この審議会の意見の提出があった場合において、その意見により難いと認めるときは、理由を付して、審議会に再審議を求めなければならない（第8条）。
- 改正前の最低賃金法においては、家内労働者の労働条件の改善を図り、および最低賃金の有効な実施を確保するために必要があるときに限つて、したがつて同一または類似の業務に従事する雇用労働者に適用される最低賃金があるときに限って最低工賃の決定ができることとされていたが、本法では、工賃の低廉な家内労働者の労働条件の改善を図るため必要があるときは最低工賃を決定しうることとされ、これに伴い、改正前の最低賃金法の最低工賃に関する規定は削除されたものであること。しかしながら、最低工賃は、最低工賃を決定しようとする家内労働者と同一の地域内で同一または類似の業務に従事する雇用労働者に適用される最低賃金がある場合には、当該最低賃金、そのような最低賃金が決定されていない場合には、最低賃金が決定されるとすれば、決められるであろう最低賃金との均衡を考慮して定められなければならないものであること（昭和45年10月1日発基第115号）。

委託者は、最低工賃の適用を受ける家内労働者に対し、その最低工賃額以上の工賃を支払わなければならない（第14条）。第6条又は第14条の規定に違反する工賃の支払を定める委託に関する契約は、その部分については無効とする。この場合において、無効となった部分は、これらの規定に定める基準による（第16条）。

### 最低工賃の決定状況
平成30年4月18日現在の各地域における最低工賃の決定状況は次表のとおりである。
| 適用地域                                                 | 最低工賃                                                                 | 品目 |
| -------------------------------------------------------- | ------------------------------------------------------------------------ | --- |
| 北海道                                                   | 北海道男子既製服製造業最低工賃                                           | 背広上衣、ズボン |
| 北海道                                                   | 北海道和服裁縫業最低工賃                                                 | 中振袖、留袖、訪問着（付下げ含む）、長着、羽織、長襦袢、名古屋帯、袋帯、喪服、コート（雨コート、道行、輪奈）、ゆかた |
| 青森県                                                   | 青森県和服裁縫業最低工賃                                                 | 振りそで、留めそで、訪問着、付け下げ、長着、羽織、喪服、7分コート、名古屋帯、袋帯、長じゅばん、ゆかた（ねぶたゆかたを除く。） |
| 青森県                                                   | 青森県男子・婦人既製服製造業最低工賃                                     | 男子既製服（背広上衣、ズボン）、婦人既製服（ワンピース、ブレザー、コート、スカート、スラックス） |
| 青森県                                                   | 青森県電気機械器具製造業最低工賃                                         | シールド線、コネクター、アルミ電解コンデンサー |
| 岩手県                                                   | 岩手県婦人・男子既製洋服製造業最低工賃                                   | （品目の規定無し） |
| 岩手県                                                   | 岩手県電気機械器具製造業最低工賃                                         | スイッチ、コイル、コネクタ、基板電子部品、自動車用ワイヤーハーネス、トランス |
| 宮城県                                                   | 宮城県男子服・婦人服製造業最低工賃                                       | 男子服（背広上衣、ズボン）、婦人服（ワンピース、ブレザー、コート、スカート、フラックス） |
| 宮城県                                                   | 宮城県電気機械器具製造業最低工賃                                         | シールド線、コネクター |
| 秋田県                                                   | 秋田県通信機器用部分品製造業最低工賃                                     | コンデンサー、トランス、コイル |
| 秋田県                                                   | 秋田県男子服・婦人服・子供服製造業最低工賃                               | 男子服（背広上衣、ズボン）、婦人服（ワンピース、上衣、スカート、ズボン、ブラウス）、子供服（ワンピース、上衣、スカート、ズボン） |
| 山形県                                                   | 山形県男子・婦人既製服製造業最低工賃                                     | 男子既製服（背広上衣、ズボン）、婦人既製服（ワンピース、ブレザー、コート、スカート、スラックス） |
| 福島県                                                   | 福島県横編ニット製造業最低工賃                                           | 婦人用丸首無地プルオーバー、婦人用丸首無地カーディガン、 |
| 福島県                                                   | 福島県電気機械器具、情報機械器具、電子部品・デバイス製造業最低工賃       | （コネクター差し） |
| 福島県                                                   | 福島県外衣・シャツ製造業最低工賃                                         | 男子既製洋服（上衣、ズボン）、婦人服（上衣、スカート、スラックス、コート、ワンピース、ブラウス）、ワイシャツ |
| 茨城県                                                   | 茨城県男子既製洋服製造業最低工賃                                         | 背広上衣、ズボン、コート |
| 茨城県                                                   | 茨城県電気機械器具製造業最低工賃                                         | コイル（自動車用の小型直流モーターのフイールドコイルに限る。）、リード線、シールド線、プリント基板 |
| 茨城県                                                   | 茨城県婦人・子供既製服製造業最低工賃                                     | ワンピース、上衣（ブラウスを除く）、スカート、ズボン |
| 栃木県                                                   | 栃木県電気機械器具製造業最低工賃                                         | コネクター |
| 栃木県                                                   | 栃木県衣服製造業最低工賃                                                 | 男子既製洋服（背広上衣、ズボン）、婦人・子供既製洋服 |
| 群馬県                                                   | 群馬県横編ニット製造業最低工賃                                           | 婦人服用丸首、Vネックセーター、婦人用セーター |
| 群馬県                                                   | 群馬県婦人服製造業最低工賃                                               | 婦人服 |
| 群馬県                                                   | 群馬県電気機械器具製造業最低工賃                                         | シールド線、磁器コンデンサー用部品、コネクター、コイル |
| 埼玉県                                                   | 埼玉県紙加工品製造業最低工賃                                             | 組立て箱、サックはり箱 |
| 埼玉県                                                   | 埼玉県足袋製造業最低工賃                                                 | 婦人用足袋 |
| 埼玉県                                                   | 埼玉県縫製業最低工賃                                                     | （品目の規定無し） |
| 埼玉県                                                   | 埼玉県電気機械器製造業最低工賃                                           | リード線、トランス、電気部品（印刷回路基板に用いるものに限る。）、印刷回路基板 |
| 埼玉県                                                   | 埼玉県革靴製造業最低工賃                                                 | 紳士靴、婦人靴（パンプス、ショートブーツ、サンダル） |
| 千葉県                                                   | 千葉県婦人既製洋服製造業最低工賃                                         | 上衣、ワンピース、コート、スカート、スラックス |
| 東京都                                                   | 東京都電気機械器具製造業最低工賃                                         | 電気部品（プリント基板に用いるものに限る。）、プリント基板、コネクター、シールド線、スライドスイッチ |
| 東京都                                                   | 東京都革靴製造業最低工賃                                                 | 紳士靴、婦人靴（パンプス、ショートブーツ、サンダル） |
| 東京都                                                   | 東京都婦人既製洋服製造業最低工賃                                         | ワンピース、ジャケット、コート、スカート、パンツ（スラックス） |
| 神奈川県                                                 | 神奈川県紙加工品製造業最低工賃                                           | 角底封筒、組立箱、 |
| 神奈川県                                                 | 神奈川県スカーフ・ハンカチーフ製造業最低工賃                             | 手巻によるもの、ミシンによるもの |
| 神奈川県                                                 | 神奈川県電気機械器具製造業最低工賃                                       | シールド線、リード線、コネクター、電気部品（印刷回路基板に用いるものに限る。）、印刷回路基板 |
| 新潟県                                                   | 新潟県男子・婦人既製洋服製造業最低工賃                                   | 背広上衣、ズボン、コート、ワンピース、ジャケット、ブラウス、コート、スカート、スラックス |
| 新潟県                                                   | 新潟県横編ニット製造業最低工賃                                           | 紳士・婦人用丸首無地セーター、紳士・婦人用丸首無地カーディガン、紳士・婦人用丸首柄物セーター、紳士・婦人用丸首柄物カーディガン |
| 新潟県                                                   | 新潟県作業工具製造業最低工賃                                             | プライヤー、ペンチ、モンキーレンチ、パネルスパナ |
| 新潟県                                                   | 新潟県洋食器・器物製造業最低工賃                                         | デザートスプーン、ラージティースプーン、ティースプーン、デザートフォーク、ボール、丸盆 |
| 新潟県                                                   | 新潟県十日町織物業最低工賃                                               | 紬経緯絣（横一返しのものに限る。） |
| 富山県                                                   | 富山県ニット製造業最低工賃                                               | ベビー用レギュラー丸首セーター、ベビー用レギュラーレギンス |
| 富山県                                                   | 富山県電気機械器具製造業最低工賃                                         | 電子部品、リモコン |
| 富山県                                                   | 富山県ファスナー加工業最低工賃                                           | （コイルファスナー止め製品の検査包装） |
| 福井県                                                   | 福井県衣服製造業最低工賃                                                 | スカート、スラックス、トレーニングシャツ、トレーニングパンツ、スリップ、スリーマー、ショーツ |
| 福井県                                                   | 福井県眼鏡製造業最低工賃                                                 | （眼鏡のねじ込み（座金の組込み作業を含むものに限る）、ろう付け、粗磨き（自動機械によるものを除く）） |
| 山梨県                                                   | 山梨県貴金属製品製造業最低工賃                                           | ピアス（プレス製に限る）、リング、ペンダント、ブローチ、イヤリング、ピアス |
| 山梨県                                                   | 山梨県電気機械器具製造業最低工賃                                         | ビニル線、コイル、コネクター |
| 山梨県                                                   | 山梨県婦人服製造業最低工賃                                               | ワンピース、上衣、コート、スカート、スラックス、ブラウス、婦人用M丸首無地セーター |
| 長野県                                                   | 長野県外衣・シャツ製造業最低工賃                                         | 作業服（上着、ズボン）、ワイシャツ、男性既製洋服（背広上衣）、婦人既製洋服 |
| 長野県                                                   | 長野県電気機械器具製造業最低工賃                                         | 電解コンデンサー、コイル、プリント基板、自動車用ワイヤーハーネス |
| 岐阜県                                                   | 岐阜県男子既製洋服製造業最低工賃                                         | 背広上衣、ズボン |
| 岐阜県                                                   | 岐阜県婦人服製造業最低工賃                                               | ワンピース、上衣（ブラウスを除く）、スカート（タイトスカートを除く） |
| 岐阜県                                                   | 岐阜県陶磁器上絵付業最低工賃                                             | 和食器（飯茶わん（ふたなし）、湯呑茶わん（ふたなし）、小皿）、洋食器（マグカップ、ケーキ皿） |
| 静岡県                                                   | 静岡県車両電気配線装置製造業最低工賃                                     | （カプラー差し、チューブ通し、キャップ通し） |
| 愛知県                                                   | 愛知県がん具花火製造業最低工賃                                           | （柄付きの筒物の外巻き仕上げ、噴出の箱入れ、2種類以上のセットの袋入れ） |
| 愛知県                                                   | 愛知県車両電気配線装置製造業最低工賃                                     | （カプラー差し、チューブ差し、防水栓通し） |
| 三重県                                                   | 三重県車両電気配線装置製造業最低工賃                                     | （キャップ通し、カプラー差し、仮巻き、外装テーピング、チューブ通し） |
| 滋賀県                                                   | 滋賀県下着・補整着製造業最低工賃                                         | ブラジャー、ブラスリップ、ボディースーツ、ガードル、 |
| 京都府                                                   | 京都府紙加工品製造業最低工賃                                             | ショッピング手提げ袋、角底紙袋、張り箱、トムソン組立箱 |
| 京都府丹後市、宮津市、舞鶴市、綾部市、福知山市及び与謝郡 | 京都府丹後地区絹織物業最低工賃                                           | 後染（正絹無地ちりめん（平織）、 正絹紋織物（もじり織物、縫取織物及び裏地として使用する織物は除く。））、先染（正絹着尺、帯（無地物及び黒共帯を除く。）） |
| 大阪府                                                   | 大阪府男子既製洋服製造業最低工賃                                         | 背広上衣、ズボン |
| 兵庫県                                                   | 兵庫県綿・スフ織物業最低工賃                                             | 50ポプリン（ストライプ物）、ポプリン（ストライプ物）、ピンポイントオックス（ストライプ物）、ドビークロス（単丁杼ドビー組織）、ドビークロス（多丁杼ドビー組織）、ジャカードクロス（多丁杼ジャカード組織）、ドビー朱子ハンカチ |
| 兵庫県                                                   | 兵庫県靴下製造業最低工賃                                                 | （靴下製造業に係るリンキングミシン、ロッソーミシン若しくはオーバーミシンによるかがり、包装（足合わせ、ソクパス付け、転写、口券付け、シールはり、袋入れ又は箱詰めの作業のうち、3以上の作業を併せて行うものに限る。）、抜き返し又は返しの業務） |
| 兵庫県                                                   | 兵庫県釣針製造業最低工賃                                                 | （釣針の糸結び、仕掛け、包装） |
| 兵庫県                                                   | 兵庫県電気機械器具製造業最低工賃                                         | 印刷回路基板、ワイヤーハーネス（リードコネクター） |
| 兵庫県豊岡市、美方郡、養父市、朝来市及び丹波市           | 兵庫県但馬地区絹・人絹・毛織物業最低工賃                                 | 後染（正絹無地ちりめん（正絹変り無地ちりめん及び正絹一越ちりめんに限る。）、正絹紋りんずちりめん、正絹銀無地ちりめん、正絹紋意匠ちりめん、正絹着尺、正絹コート地）、先染（帯（無地物及び黒共帯を除く。）） |
| 奈良県                                                   | 奈良県靴下製造業最低工賃                                                 | （リンキングミシンによるかがり、ロッソミシンによるかがり、抜き） |
| 鳥取県                                                   | 鳥取県男子服・婦人服製造業最低工賃                                       | 男子既製洋服（背広上衣、ズボン）、婦人既製洋服（ワンピース、スカート、ブラウス） |
| 鳥取県                                                   | 鳥取県和服裁縫業最低工賃                                                 | 振りそで（絹）、留めそで（絹）、訪問着（絹）、付け下げ（絹）、長着（絹、ウール）、羽織（絹）、7分コート（絹）、雨コート（絹）、長じゅばん（絹、合成繊維）、名古屋帯（絹）、袋帯（絹）、ゆかた（綿） |
| 島根県                                                   | 島根県外衣・シャツ製造業最低工賃                                         | 男子用背広上衣、男子用長ズボン、婦人用ブラウス、婦人用スラックス、婦人用スカート、カッターシャツ、トレーニングウエア（上衣）、トレーニングウエア（ズボン） |
| 島根県                                                   | 島根県電気機械器具製造業最低工賃                                         | 電気部品、ワイヤーハーネス |
| 島根県                                                   | 島根県和服裁縫業最低工賃                                                 | 留めそで、振りそで、訪問着、付け下げ、喪服、ゆかた、左記以外の長着、四つ身きもの、羽織、コート、長じゅばん、名古屋帯、袋帯 |
| 岡山県                                                   | 岡山県車両電気配線装置製造業最低工賃                                     | （カプラー差し、チューブ通し） |
| 広島県                                                   | 広島県既製服縫製業最低工賃                                               | 作業服（ジャンパー、ズボン）、男子既製洋服（ズボン）、婦人既製洋服 |
| 広島県                                                   | 広島県和服裁縫業最低工賃                                                 | 振りそで、留めそで、羽織、訪問着、付け下げ、長着、長じゅばん、喪服、道行コート、雨コート、名古屋帯、袋帯 |
| 広島県                                                   | 広島県毛筆・画筆製造業最低工賃                                           | 毛筆（小筆、太筆）、画筆 |
| 広島県                                                   | 広島県電気機械器具製造業最低工賃                                         | ワイヤーハーネス、基板、基板以外（部品とリードのはんだ付け（手はんだによるものに限る。）） |
| 山口県                                                   | 山口県和服裁縫業最低工賃                                                 | 中振りそで、留めそで、コート、付け下げ、羽織、長着、長じゅばん、浴衣、名古屋帯、袋帯、喪服 |
| 山口県                                                   | 山口県男子既製洋服・学校服・作業服製造業最低工賃                         | 男子既製洋服（背広上衣、ズボン）、男子学校服（上衣、ズボン）、女子学校服（スーツ型上衣、セーラー型上衣、スカート）、作業服（ズボン）、ジーンズ（上衣、ズボン）、トレーニングウエア（シャツ、パンツ） |
| 徳島県                                                   | 徳島県縫製業（下着・ハンカチーフ製造業）最低工賃                         | ショーツ、すててこ、ハンカチーフ（綿生地で、かつ、1辺の長さが17インチ（43.18cm）以上のものに限る。）、 スリップ |
| 香川県                                                   | 香川県手袋・ソックスカバー製造業最低工賃                                 | 繊維縫製手袋（作業用方式のものを除く。）、皮革手袋、ゴルフ用手袋、ソックスカバー |
| 愛媛県                                                   | 愛媛県タオル製造業最低工賃                                               | 浴用タオル（ネーム有りのものであって、1ダース当たりの重さが750グラム以上900グラム以下のものに限る。） |
| 高知県                                                   | 高知県繊維産業最低工賃                                                   | ニット製品以外のもの（織物製）（ブラウス、野球ユニフォーム上衣、野球ユニフォーム下衣、成人男子用カッターシャツ）、ニット製品（ブラウス、スポーツウエア上衣（半袖を除く。）、スポーツウエア下衣、ニットシャツ（Tシャツを除く。）、ニット下着（Tシャツを含む。））、パジャマ |
| 高知県                                                   | 高知県衛生用紙製造業最低工賃                                             | ティッシュペーパー、京花紙 |
| 福岡県                                                   | 福岡県男子服製造業最低工賃                                               | 背広上衣、ズボン |
| 福岡県                                                   | 福岡県婦人服製造業最低工賃                                               | ワンピース、上衣、コート、スカート、スラックス |
| 佐賀県                                                   | 佐賀県婦人既製服製造業最低工賃                                           | （品目の規定無し） |
| 長崎県                                                   | 長崎県男子既製洋服製造業最低工賃                                         | 背広上衣、ズボン |
| 長崎県                                                   | 長崎県婦人既製洋服製造業最低工賃                                         | 上衣、ブラウス、スカート、スラックス |
| 長崎県                                                   | 長崎県和服裁縫業最低工賃                                                 | 女もの（振りそで、留めそで、訪問着、長着、羽織、長じゅばん、喪服、名古屋帯、袋帯、浴衣、道行コート、雨コート）、男もの（アンサンブル） |
| 熊本県                                                   | 熊本県和服裁縫業最低工賃                                                 | 振りそで、留めそで、訪問着、付け下げ、喪服、長着、羽織、道中着、道行コート、雨コート、長じゅばん、名古屋帯、袋帯、ゆかた |
| 熊本県                                                   | 熊本県縫製業最低工賃                                                     | ワンピース、ブレザー、コート、スカート、スラックス |
| 熊本県                                                   | 熊本県電気機械器具製造業最低工賃                                         | ワイヤーハーネス |
| 大分県                                                   | 大分県電気機械器具製造業最低工賃                                         | ワイヤーハーネス |
| 大分県                                                   | 大分県衣服製造業最低工賃                                                 | 婦人用既製服スカート、上衣、ワンピース、男子用既製ワイシャツ |
| 宮崎県                                                   | 宮崎県男子既製洋服製造業最低工賃                                         | 背広上衣 |
| 宮崎県                                                   | 宮崎県婦人既製洋服製造業最低工賃                                         | ワンピース、ブレザー、コート、スカート、スラックス |
| 宮崎県                                                   | 宮崎県内燃機関電装品製造業最低工賃                                       | ワイヤーハーネス |
| 鹿児島県                                                 | 鹿児島県電気機械器具、情報通信機械器具、電子部品・デバイス製造業最低工賃 | （ピンサシ、製品並べ、カプラー差し） |
| 沖縄県                                                   | 沖縄県縫製業最低工賃                                                     | 男子服（作業用ズボン）、婦人用ワンピース（ノースリーブ、裏地・襟無し）、ブラウス・シャツ、婦人用スカート（裏地無し）、婦人用スラックス（裏地無し）、婦人用ムームー、子供用ムームー、ジュニアシャツブラウス、学校服（男子服（上衣（白シャツ）、上衣、ズボン）、セーラー服（夏物、冬物）、ブレザー、ひだスカート、半ズボン、ジャンパースカート）、シャツ（アロハシャツ、かりゆしウェア）、寝具製品（病衣、ピロケース、羽根枕中袋、敷布団（Sサイズのもの）、掛布団（Sサイズのもの）、パット）、ニット製品等（パンティ、ブリーフ、Tシャツ、ショーツ） |

## 帳簿
委託者は、委託に係る家内労働者各人別に、以下の事項を記入した帳簿をその営業所に備え付けて置かなければならない（第27条、規則第24条1項）。
- 家内労働者の氏名、性別、生年月日、住所及び家内労働者の作業場の所在地が住所と異なる場合にはその所在地
- 委託に係る家内労働者に補助者がある場合には、その氏名、性別及び生年月日
- 委託に係る業務に関し、代理人を置く場合には、当該代理人の氏名、住所及び代理業務の範囲
- 委託をするつど、その年月日、委託をした業務の内容、納入させる物品の数量、工賃の単価、納品の時期及び工賃の支払期日
- 製造又は加工等に係る物品を受領するつど、その年月日及び受領した物品の数量
- 工賃を支払うつど、その年月日、支払った工賃の額並びに通貨以外のもので工賃を支払った場合にはその方法及び額

委託者は、帳簿に最後の記入をした日から5年間当該帳簿を保存しなければならない（規則第24条2項）。令和2年4月の改正法施行により保存期間がこれまでの「3年」から「5年」に延長された。

## 安全及び衛生
委託者は、委託に係る業務に関し、機械、器具その他の設備又は原材料その他の物品を家内労働者に譲渡し、貸与し、又は提供するときは、これらによる危害を防止するため、厚生労働省令で定めるところにより、必要な措置を講じなければならない（第17条1項）。家内労働者は、機械、器具その他の設備若しくは原材料その他の物品又はガス、蒸気、粉じん等による危害を防止するため、厚生労働省令で定めるところにより、必要な措置を講じなければならない（第17条2項）。補助者は、2項に規定する危害を防止するため、厚生労働省令で定める事項を守らなければならない（第17条3項）。委託者は、家内労働者又は補助者が危害防止のためにする安全装置、局所排気装置その他の設備の設置及び健康診断の受診について必要な援助を行なうように努めなければならない（規則第21条）。
- 家内労働は、一般に家内労働者の自宅で行なわれているので、家内労働者みずから管理する作業環境から生ずる危害の発生についてすべて委託者に責任を課すことは困難であるが、委託者が家内労働者に一定の機械器具または有機溶剤等一定の原材料等を譲渡し、貸与し、または提供する場合には委託者は、安全装置の取付け（規則第10条）、構造規格適合等の確認（規則第11条、第12条）、防護措置（規則第13条）、危害防止のための書面の交付（規則第14条1項）および有害物について必要条件をみたした容器の使用（規則第15条1項）の措置を講じなければならないこととしたものであること（昭和45年10月1日発基第115号）。

委託者は、満18才に満たない家内労働者又は補助者が、次の業務に従事することとなる委託をしないように努めなければならない（規則第16条1項）。委託者は、満18才以上の女性である家内労働者又は補助者が、1、3、6の業務に従事することとなる委託をしないように努めなければならない（規則第16条2項）。満18才に満たない家内労働者又は補助者は、次の業務に従事しないように努めなければならない（規則第16条3項）。満18才以上の女性である家内労働者又は補助者は、1、3、6のの業務に従事しないように努めなければならない（規則第16条4項）。
1. 丸のこの直径が25センチメートル以上の木材加工用丸のこ盤（横切用丸のこ盤、自動送り装置を有する丸のこ盤その他反ぱつにより作業者が危害をうけるおそれのないものを除く。）に木材を送給する業務
2. 動力により駆動されるプレス機械の金型又はシャーの刃部の調整又はそうじの業務
3. 手押しかんな盤又は単軸面取り盤の取扱いの業務
4. 火工品を製造し、又は取り扱う業務であって取り扱う物品が爆発するおそれのあるもの
5. 別表第二に掲げる発火性の物品、酸化性の物品、引火性の物品又は可燃性のガス（以下「危険物」という。）を取り扱う業務であって取り扱う物品が爆発し、発火し、又は引火するおそれのあるもの
6. 鉛等（鉛中毒予防規則第1条1号の鉛等をいう。以下同じ。）の蒸気又は粉じんを発散する場所における業務
7. 土石、岩石、鉱物、金属又は炭素の粉じんを著しく発散する場所における業務

## 行政監督

### 監督機関
この法律に関する行政監督は、労働基準監督機関が行う。具体的には、厚生労働省労働基準局、都道府県労働局賃金課（又は賃金室）、労働基準監督署監督主務課（方面、監督課又は監督・安衛課）である。法令の改正等については、厚生労働省雇用環境・均等局もこれを所掌している。

### 報告徴収等
委託者は、委託に係る家内労働者の数及び業務の内容その他必要な事項を都道府県労働局長に届け出なければならない（第26条）とされ、具体的には、
- 委託者は、委託を初めて開始したとき及びその後毎年4月末までに、所轄労働基準監督署長を経由して都道府県労働局長に委託状況届を提出しなければならない（規則第23条1項、2項）。
- 委託者は、家内労働者又は補助者が、委託に係る業務に関し負傷し、又は疾病にかかり4日以上休業し、又は死亡した場合には、遅滞なく、家内労働死傷病届（様式第三号）を所轄労働基準監督署長を経由して所轄都道府県労働局長に提出しなければならない（規則第23条3項）。

このほか、厚生労働大臣、都道府県労働局長、労働基準監督署長及び労働基準監督官は、この法律の施行のため必要があると認めるときは、委託者又は家内労働者に対し、工賃に関する事項その他必要な事項を報告させ、又は出頭を命ずることができる（第28条）とされ、この場合には委託者又は家内労働者に対し、次の事項を通知しなければならない（施行規則第25条）。
- 報告をさせ、又は出頭を命ずる理由
- 出頭を命ずる場合には聴取しようとする事項

### 立入検査等
労働基準監督官は、委託者の営業所や家内労働者の作業場所に立ち入って家内労働法の遵守状況を調査し、必要な指導・命令を行うとともに、違反罪の捜査を行っている（第30条1項）。監督官のこの立入検査等の権限は、犯罪捜査のために認められたものと解釈してはならない（第30条3項）。
また、都道府県労働局長又は労働基準監督署長は、委託者又は家内労働者がこの法律に反して危害防止措置を講じない場合には、委託者又は家内労働者に対し、委託をし、若しくは委託を受けることを禁止し、又は機械、器具その他の設備若しくは原材料その他の物品の全部若しくは一部の使用の停止その他必要な措置を執ることを命ずることができる（第18条）。

### 通報・申告
委託者に、この法律又はこの法律に基づく命令に違反する事実がある場合には、家内労働者又は補助者は、その事実を都道府県労働局長、労働基準監督署長又は労働基準監督官に申告することができる（第32条1項）。また、委託者が、申告をした家内労働者に対して工賃の引下その他不利益な取扱をすることは禁止されており（第32条2項）、仮にそのような不利益取扱が行われた場合は、都道府県労働局長、労働基準監督署長及び労働基準監督官は、当該委託者に対し、その是正を命じることができる（第32条3項）。
なお、委託者の営業所に在籍する労働者がこの法律違反について監督機関に通報する場合、その通報は原則として公益通報者保護法の対象となるが、公益通報者保護法が保護するのは飽くまで労働者であることから、家内労働者による通報は公益通報とはならない。

## 罰則
委託禁止命令違反、最低工賃違反、安全衛生基準違反、家内労働手帳の不交付、工賃不払、委託状況届不提出、申告者に対する不利益取扱是正命令違反等について、拘禁刑又は罰金刑の規定がある。
法人の代表者又は法人若しくは人の代理人、使用人その他の従業者が、その法人又は人の業務に関して、第33条から第35条の違反行為をしたときは、行為者を罰するほか、その法人又は人に対しても、各本条の罰金刑を科する（第36条）。本法では、委託者の責任は、委託に係る事業を行なう人又は法人（事業主）にあり、事業主のために行為する者は「委託者」の範囲に含まれていないが、委託者たる法人の代表者又は委託者の代理人、使用人その他の従業者が委託者の業務に関して違反行為をしたときは、第36条により当該従業者等が罰せられるとともに、委託者にも罰金刑が科せられるものである（昭和45年12月28日基発第922号）。

## 他の法令との関係
本法は民法の請負に関する規定に係る特別法であり、労働基準法等は民法の雇用に関する規定に係る特別法であるという点で対照的であるが、規制の内容には、以下のような相似的な部分がある。
| 共通事項         | 家内労働法                     | 労働基準法、最低賃金法又は労働安全衛生法 |
| ---------------- | ------------------------------ | ---------------------------------------- |
| 契約条件の通知   | 家内労働手帳の交付義務         | 労働条件通知書の交付義務                 |
| 就業時間         | 就業時間の配慮義務             | 時間外労働の禁止等                       |
| 契約解除の予告   | 継続委託の打切の予告の努力義務 | 解雇の予告義務                           |
| 報酬の支払       | 工賃の支払及び最低工賃         | 賃金の支払及び最低賃金                   |
| 災害の防止       | 危害防止基準                   | 危害防止基準                             |
| 報酬の支払の記録 | 帳簿の備付義務                 | 賃金台帳の調製義務                       |

申告者への不利益取扱に関する規制については対照的であり、この法律では監督機関による是正命令違反にのみ罰則が設けられているが、労働基準法等では不利益取扱そのものが罰則付きで禁止される一方で、監督機関に是正命令等の行政処分の権限は付与されていない。
また、請負に関する特別法としては、他に独占禁止法、下請代金支払遅延等防止法等があり、家内労働者もこれらの保護を受けることがある。